# Tesco Organisation
Tesco Organisation ist ein Plattenlabel für Musik vornehmlich aus den Bereichen Post-Industrial, Noise, Dark Ambient und Neofolk, welches 1987 in Mannheim von Joachim Kohl und Klaus Hilger gegründet wurde.
Des Weiteren fungiert Tesco Distribution als Vertrieb für Veröffentlichungen einiger anderer Labels, wie Wir kapitulieren niemals, Hau Ruck! und Functional.
Künstler des Labels sind oder waren u. a. Anenzephalia, Con-Dom, Galerie Schallschutz, Genocide Organ, The Grey Wolves, Les Joyaux de la Princesse, Propergol, Richard Ramirez, Smell & Quim, Throbbing Gristle.